# Juan Josué Rodríguez
Juan Josué Rodríguez Leiva (San José, Copán, Honduras, 16 de enero de 1988) es un futbolista hondureño. Juega como mediocampista, Mediapunta y delantero y actualmente milita en Univ. Pedagógica de la Liga Nacional de Honduras.

## Trayectoria
Juan Josué Rodríguez debutó en 2007 con el Olimpia Occidental de la Liga de Ascenso de Honduras. En ese equipo permaneció hasta el año 2012, para luego pasar al Parrillas One y con el cual logró el ascenso a Primera División en el 2013.
El 24 de junio de 2016 se confirma su traspaso al Marathón.

## Selección nacional
Ha sido internacional con la Selección de fútbol de Honduras en dos ocasiones. El 29 de agosto de 2014 se anunció que Rodríguez había sido convocado para disputar la Copa Centroamericana 2014 con Honduras y en dicho torneo debutó ante la selección guatemalteca que se impuso por dos goles a cero.

### Participaciones en Copa Centroamericana
| Copa Centroamericana      | Sede           | Quinto lugar |
| ------------------------- | -------------- | ------------ |
| Copa Centroamericana 2014 | Estados Unidos | Quinto lugar |

## Clubes
| Club               | País      | Año             |
| ------------------ | --------- | --------------- |
| Olimpia Occidental | Honduras  | 2007 - 2012     |
| Parrillas One      | Honduras  | 2012 - 2016     |
| Marathón           | Honduras  | 2016 - 2018     |
| Parrillas One      | Honduras  | 2018            |
| Quiché             | Guatemala | 2019            |
| Univ. Pedagógica   | Honduras  | 2020 - Presente |

## Palmarés

### Campeonatos nacionales
| Título                      | Club          | País     | Año  |
| --------------------------- | ------------- | -------- | ---- |
| Liga de Ascenso de Honduras | Parrillas One | Honduras | 2013 |
| Finalísima del Ascenso      | Parrillas One | Honduras | 2013 |
| Copa de Honduras            | Marathón      | Honduras | 2017 |